# Eustala saga
Eustala saga là một loài nhện trong họ Araneidae.
Loài này thuộc chi Eustala. Eustala saga được Eugen von Keyserling miêu tả năm 1893.